# Camponotus vogti
Camponotus vogti är en myrart som beskrevs av Auguste-Henri Forel 1906. Camponotus vogti ingår i släktet hästmyror, och familjen myror. Inga underarter finns listade.